# Posidonie mořská
Posidonie mořská (Posidonia oceanica) je kvetoucí mořská bylina s dlouhými listy a nenápadnými květy, jejíž rodové jméno je odvozeno od starořeckého boha Poseidóna. Je to jeden z druhů tzv. mořských trav vytvářejících mořské louky.

## Popis
Porosty posidonie mořské jsou byliny se silnými kořenujícími oddenky, které jsou pokryty vláknitými zbytky odumřelých listů a hnědými šupinami. Oddenky mohou být plazivé nebo vzpřímeně rostoucí. Živé listy vyrůstají z ochlupené bazální pochvy  z jednotlivých částí konců oddenků v trsech po 4 až 8 (5 až 10), jsou stuhovité a žlutavě zelené a ve vodě splývají. Jsou dvouřadé, jejich šířka je 6 až 10 mm a délka  50 cm až 120 cm, jsou úzce řemenovité, mají souběžnou žilnatinu, mají 13 až 17 podélných žilek. Květy jsou málo zřetelné, zelenavé barvy, ztrácejí se mezi okolními listy, vyrůstají v dlouze stopkatých klasech, neobjevují se každý rok, což závisí i na teplotě vody. Květy jsou jednopohlavné, samčí mají 1 tyčinku, samičí 2 plodolisty, jsou nahé, vyrůstají v dlouze stopkatých klasech, kvetou od října do června, objevují se vzácně. Rostliny jsou jednodomé, plody jsou nažky. Rozmnožování je většinou nepohlavní.

## Výskyt
Jedná se o endemita Středozemního moře. Posidonii mořské vyhovují písčitá a kamenitá pobřeží. Může zasahovat až do hloubek 40-50 metrů.

## Zajímavost
Posidonie mořská je podobná rostlinám z rodu vocha (Zostera), které mají dlouhé oddenky s úzce řemenovitými listy podobnými posidonii. Sušené listy vochy se dříve používaly pod názvem mořská tráva na vycpávání matrací, pohovek a křesel. Vocha však roste i v jiných mořích.

## Ekologie
Protože je posidonie v pobřežní zóně vystavena neustálému omílání mořskými vlnami, její žilky (cévní svazky) jsou zpevněny, mrtvé listy jsou zformovány do elipsoidních nebo kulovitých útvarů a jsou vlnami moře vyvrhovány na písčité pobřeží jako tzv. mořské koule.

## Galerie

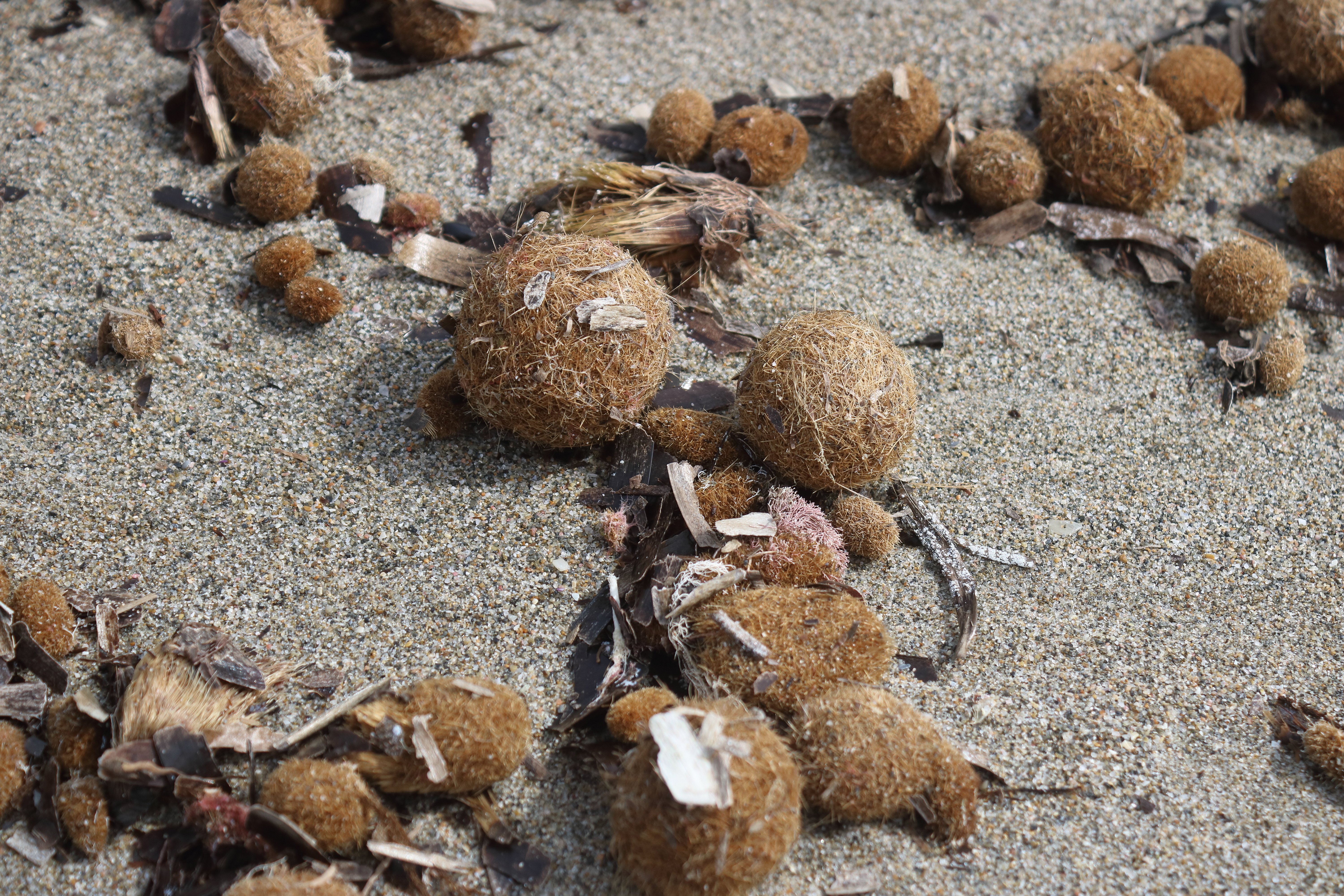
Posidonie mořská – mořské koule
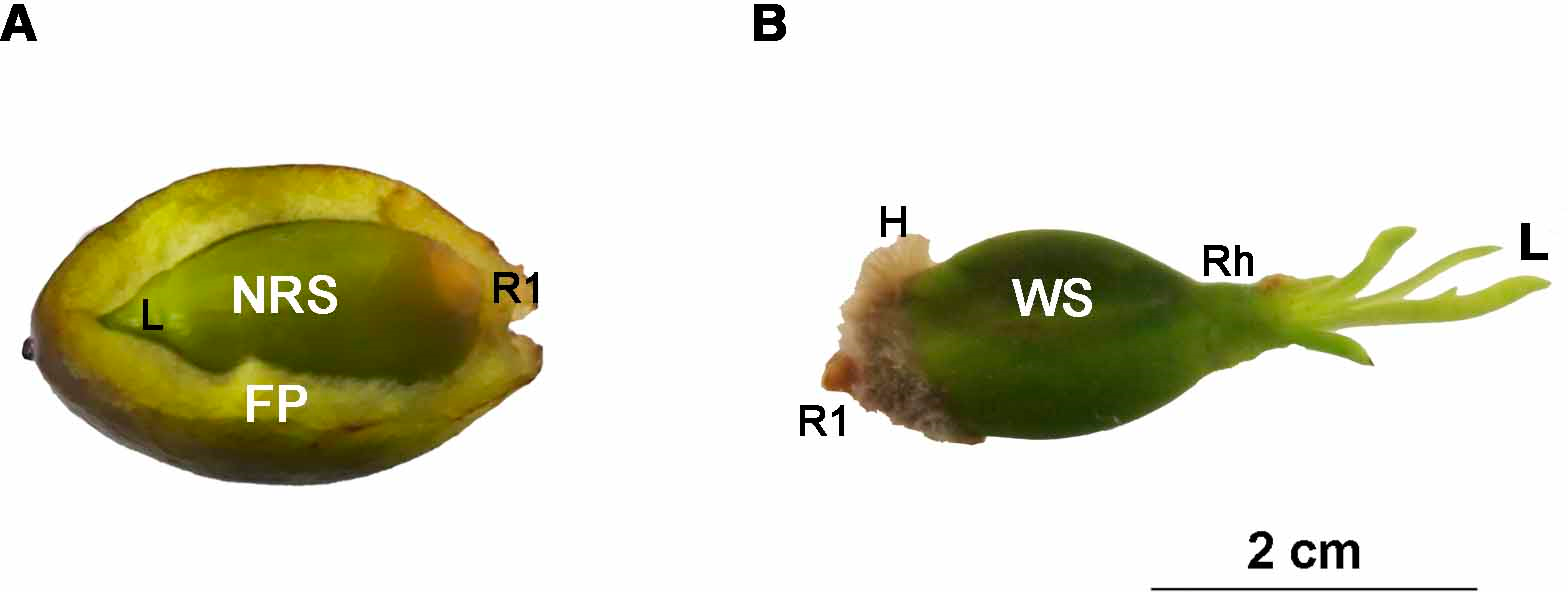
Detail plodu posidonie mořské